# 사코 마아야
사코 마아야(일본어: 佐古 真礼, 2002년 12월 2일~)는 일본의 축구 선수이다.

## 구단 경력
그는 2021년 J2리그의 도쿄 베르디에 입단했다. 2021년 J3리그의 후지에다 MYFC로 임대 이적했다. 2022년 도쿄 베르디로 복귀했다. 2023년부터 2024년까지 J3리그의 AC 나가노 파르세이루와 이와테 그루자 모리오카에서 뛰었다. 2025년 J1리그의 도쿄 베르디로 복귀했다.